# Adrodamaeus striatus
Adrodamaeus striatus är en kvalsterart som först beskrevs av Aoki 1984.  Adrodamaeus striatus ingår i släktet Adrodamaeus och familjen Gymnodamaeidae. Inga underarter finns listade i Catalogue of Life.